# Čejov
Čejov (en allemand : Tschejow) est une commune du district de Pelhřimov, dans la région de Vysočina, en République tchèque. Sa population s'élevait à 616 habitants en 2020.

## Géographie
Čejov se trouve à 4 km au nord-est de Humpolec, à 19 km au nord-est de Pelhřimov, à 24 km au nord-ouest de Jihlava et à 89 km au sud-est de Prague.
La commune est limitée par Budíkov et Kejžlice au nord, par Věž et Herálec à l'est, et par Humpolec au sud et à l'ouest.

## Histoire
La première mention écrite de la localité date de 1370.